# Bălășești, Galați
Balasesti là một xã thuộc hạt Galați, România. Dân số thời điểm năm 2002 là 2562 người.